# 第一次チェチェン紛争
第一次チェチェン紛争（だいいちじチェチェンふんそう）は、1994年から1996年にかけて、ロシア連邦からの独立を目指すチェチェン・イチケリア共和国と、それを阻止しようとするロシア連邦軍との間で発生した紛争。

## 概説
1991年11月、ソビエト連邦の崩壊の直前であるが、チェチェンでは元ソ連軍の将軍であるジョハル・ドゥダエフを大統領に選出。ソヴィエト連邦離脱法を基に、一方的に独立を宣言した（後にチェチェン・イチケリア共和国）。厳密には連邦離脱法はソ連構成共和国の離脱を念頭に置いたものであり、当時ロシア共和国内の共和国であったチェチェンには適用されないが、当時のチェチェンはロシア正教を放棄し、キリル文字からラテン文字に変更するなど、脱ロシア化を推し進めていた。
ロシアのボリス・エリツィン大統領は、内務省治安維持部隊を派遣したが、チェチェン軍の猛反撃に遭い、撤退を余儀なくされた。
1994年12月、ロシア政府は本格的な武力行使を開始。ロシア連邦軍はチェチェンに軍事行動を実施する。しかし、ロシア軍はその圧倒的な軍事力にも関わらず、ソ連崩壊後の混乱と軍事予算の削減によりソ連時代と比較して大幅に弱体化しており、その脆弱ぶりを露呈することとなった。さらにグロズヌイへの空襲は多数の民間人死傷者を出して国際社会から非難が集中し、イスラーム諸国から多数のムジャーヒディーンと呼ばれる兵が参集する結果となった。
これに対しチェチェンでは、アルカーイダのメンバーとされるオマル・ハッダード司令官を中心に反撃。ジハードの為に外国から参戦したムジャーヒディーンと共に戦った。特にアフガニスタンで訓練を施されたアルカーイダの戦闘員は、戦場での攻撃だけでなくロシア国内でのテロ攻撃も行い、数百人の死者を出している。
ロシア軍が広域に渡って支配権を回復したことで、ロシア側は1995年、軍隊の撤退を始めた。
1996年5月27日、エリツィンはチェチェンの抵抗運動のリーダー達と初めて会見した。6月、多大な損害を出しながらもロシア軍はグロズヌイを制圧、掃討戦へ移行した。その後、チェチェン側指導者ドゥダエフが掃討戦の最中に戦死。8月、双方の間で休戦条約が結ばれた。1997年、ロシア軍は完全に撤退した。
しかし、その後も1998年にチェチェンのイスラーム武装勢力がダゲスタン共和国に侵入を開始した（ダゲスタン侵攻）ことに呼応しロシア軍も軍事行動を開始した。
2000年、ロシアでチェチェンの武装勢力と徹底対決を主張するウラジーミル・プーチンが大統領に就任し、紛争は新たな段階へ移行してゆく。

## 背景
チェチェン人はソ連のスターリン政権下で迫害を受け、1944年以降には50万人近くの全住民が中央アジアに強制移住されたことにより推定で10万人から40万人近くが死亡するというジェノサイドを被った（ソビエト連邦における強制移送）。
スターリンが死去すると生き残りのチェチェン人は帰還を許可されたが根強い反露感情が残り、ソ連崩壊後に成立したロシア連邦への編入を拒絶した。

## 戦闘構想
旧ソ連が崩壊したとはいえ、数的に見ればロシアの軍事力はチェチェン独立派よりも遥かに上回っていた。そのため、連邦軍は勿論のこと、内務省傘下の国内軍や特別任務民警支隊 (OMON) などから膨大な数の地上部隊を派遣し、一気にチェチェン全土を制圧する作戦に出た。
一方、チェチェン側は全面的な衝突は避け、かつてベトナム戦争やアフガニスタン侵攻でベトコンやムジャーヒディーンがとったようなゲリラ戦を展開し、徐々にロシア側を疲弊させる作戦に出た。

## 経過
圧倒的軍事力を持つロシア軍は開戦から約半月後にチェチェンの首都グロズヌイに突入したがそこから市内の掌握に三ヶ月かかりチェチェン首脳部の山岳地帯への撤退を許すという大失態を演じた。
その後の掃討戦ではロシア軍の捜索部隊が待ち伏せ攻撃で大損害を受けた他、チェチェンゲリラの越境攻撃によりロシア側のチェチェン周辺地域に被害が出る事態となった。
1996年8月にチェチェン勢力がグロズヌイ市街に突入するとロシア軍は持ちこたえられず撤退した。

### 主要な出来事
- グロズヌイの戦い (1994年 - 1995年) - ロシア軍がチェチェン分離主義者からグロズヌイ市街を奪取。
- サマーシキの虐殺（1995年4月） - ロシア軍による大量殺戮
- ブジョンノフスク病院占拠事件（1995年6月） - チェチェン分離主義者の越境攻撃
- キズリャル事件（1996年1月） - チェチェン分離主義者の越境攻撃
- グロズヌイの戦い (1996年3月)（英語版） - グロズヌイがチェチェン分離主義者の攻撃により3日間包囲される。
- グロズヌイの戦い (1996年8月) - チェチェン分離主義者がグロズヌイの奪還に成功。

## 戦訓
ロシアの派遣する地上部隊のほとんどは徴兵されて間もない新兵ばかりであった。これは旧ソ連が崩壊した際に多くの兵士を解雇してしまったため、急を要した事態であったからである。そのため、兵器等の数的には有利ではあったものの戦力的にはほぼ同等、あるいはそれ以下であったと言える。また、航空部隊との連携はままならず、戦術的にはお粗末と言ってもよいほどであった。さらに皮肉なことに、チェチェン軍には旧ソ連軍出身者も多く、ロシア側の戦術や兵器を熟知していた。
そのような状況のため、市街地に空軍のMi-24攻撃ヘリコプターやSu-25攻撃機などによる航空支援無しで侵攻したロシア軍戦車部隊は、市街戦に発展した際、巧妙に配置されたチェチェン軍対戦車部隊から複数の同時攻撃を受けほぼ壊滅、また警戒のために随伴歩兵を展開していなかったことも損害を大きなものとした。
ロシアが投入したBMD-1やBMP-1、BMP-2、BTR-60、BTR-70等の装甲兵員輸送車や歩兵戦闘車は、RPG-7やRPG-18等の対戦車兵器に対して全くの無力であり、容易に撃破された。またT-64やT-72、T-80の戦車も強力な戦車砲や車体正面・砲塔前面の複合装甲を持っていたものの、地下やビルの2、3階などから急に現れる対戦車班に主砲は対応できず、逆に装甲の薄い砲塔や車体の上部、燃料タンクを集中的に狙われ、次々と撃破されていった。
ロシア軍はビルの2、3階から攻撃してくる対戦車班に対処するため、高仰角をとれる対空機関砲を装備したZSU-23-4シルカや2K22ツングースカなどの自走式対空砲を歩兵部隊や戦車部隊の援護に投入し、戦果を挙げるようになる。
これらの戦訓を踏まえ、対ゲリラ戦により特化した新たな形態の戦闘車両としてBMP-Tが開発された。

## 関連作品
映画
- 『コーカサスの虜』（1996年、セルゲイ・ボドロフ監督）
- 『ストームゲート（ロシア語版）』（2006年、アンドレイ・マリュコフ監督）

ウォーゲーム
- 『Into Bear Trap』（2004年、Against the odds,#10,Perry Moore）